# Estación Altos de La Vanega (Metro de Maracaibo)
La Estación Altos de La Vanega es la primera estación de la Línea 1 del Metro de Maracaibo, localizada en la Carretera Vía Aeropuerto del Municipio Maracaibo, al norte del estado Zulia y al oeste de Venezuela.
Fue inaugurada formalmente en noviembre de 2006, junto a la vecina estación El Varillal. Sin embargo, su período de actividad comercial no se iniciaría sino tres años después, en 2009. Frente a la estación se encuentra el sector de Altos de la Vanega. Su diseño, al igual que otras estaciones del mismo sistema, es un homenaje al primer puente sobre el Lago de Maracaibo. Para su edificación se usaron fondos provenientes de la Corporación Andina de Fomento (CAF), del Fondo de Desarrollo País (Fondespa), del Credit Suisse, KFW (Banco Alemán), de la Societe Generale NY Branch (Banco Francés) y del Fondo de Desarrollo Nacional (Fonden). 
En enero de 2014, el Metro de Maracaibo procedió a la sustitución de las losas del techo de la estación.
De esta estación parten las rutas de metrobús: «Estación Altos de la Vanega-Km4» y «Maracaibo-La Concepción».